# بريت بريتكريوز
بريت بريتكريوز (بالألمانية: Brett Breitkreuz)‏ هو لاعب هوكي الجليد ألماني وكندي، ولد في 6 أبريل 1989 في Springside, Saskatchewan ‏ في كندا.

## وصلات خارجية
- بريت بريتكريوز على موقع دوري الهوكي الوطني (الإنجليزية)
- بريت بريتكريوز على موقع EliteProspects.com (الإنجليزية)
- بريت بريتكريوز على موقع HockeyDB.com (الإنجليزية)